# Stanisław Czermak
Stanisław Czermak (ur. 24 marca 1919 w Osieku Jasielskim, zm. 18 listopada 2007) – polski działacz partyjny i państwowy, inżynier kolejnictwa, podsekretarz stanu w Ministerstwie Komunikacji (1969–1975).

## Życiorys
Syn Józefa i Karoliny. W latach 1931–1937 należał do Związku Harcerstwa Polskiego. W 1938 ukończył Gimnazjum im. Stanisława Leszczyńskiego w Jaśle. Pracował następnie w okresie wojny jako korepetytor, robotnik przy budowie dróg i mostów oraz praktykant i dyżurny ruchu na stacji kolejowej w Jaśle (do października 1945). Następnie od 1945 do 1947 dyżurny ruchu, dyspozytor i zawiadowca stacji w Choszcznie i Stargardzie Szczecińskim, a w 1949 zastępca zawiadowcy stacji w Słupsku.
Od maja do czerwca 1946 członek Polskiego Stronnictwa Ludowego (mikołajczykowskiego) w Choszcznie, następnie od 1947 w Polskiej Partii Socjalistycznej i od 1948 w Polskiej Zjednoczonej Partii Robotniczej. W 1951 uzyskał tytuł inżyniera komunikacji na Politechnice Warszawskiej. W 1949 zatrudniony w Departamencie Planowania Ministerstwa Komunikacji, gdzie doszedł do stanowiska naczelnika wydziału planowania i eksploatacji oraz wicedyrektora ds. przemysłowo-budowlanych. W latach 1957–1966 zastępca dyrektora Okręgu Kolei Państwowych w Katowicach, od 1968 do 1969 zastępca członka Komitetu Wojewódzkiego PZPR tamże.
Od września 1969 do lutego 1975 sprawował funkcję podsekretarza stanu w Ministerstwie Komunikacji. Następnie w latach 1975–1980 był radcą ds. transportu (przedstawicielem PKP i PKS) w ambasadzie PRL w Moskwie.
Został pochowany na Cmentarzu Bródnowskim w Warszawie.